# Àrea de Bouzaïène, El Gallel i Maknassy
L'àrea de Bouzaïène, El Gallel i Maknassy és una zona situada al sud de la governació de Sidi Bou Zid, entre les poblacions de Maknassy o Meknassi a l'est i de Menzel Bou Zaïene (o Bouzaïene) a l'oest, caracteritzada per l'existència de pistatxers de l'Atles (Pistacia atlantica). Es troba a la vora del Parc Nacional de Bou Hedma i fou declarada pel govern àrea natural sensible.